# العلاقات الآيسلندية الطاجيكستانية
العلاقات الآيسلندية الطاجيكستانية هي العلاقات الثنائية التي تجمع بين آيسلندا وطاجيكستان.

## مقارنة بين البلدين
هذه مقارنة عامة ومرجعية للدولتين:
| وجه المقارنة                                              | آيسلندا          | طاجيكستان                          |
| --------------------------------------------------------- | ---------------- | ---------------------------------- |
| المساحة (كم2)                                             | 103.00 ألف       | 143.10 ألف                         |
| عدد السكان (نسمة)                                         | 317.35 ألف       | 8.92 مليون                         |
| الكثافة السكانية (ن./كم²)                                 | 3.08             | 62.33                              |
| العاصمة                                                   | ريكيافيك         | دوشنبه                             |
| اللغة الرسمية                                             | اللغة الآيسلندية | اللغة الطاجيكية                    |
| العملة                                                    | كرونة آيسلندية   | ساماني طاجيكي، الروبل الطاجيكستاني |
| الناتج المحلي الإجمالي (بليون دولار)                      | 23.91 مليار      | 7.15 مليار                         |
| الناتج المحلي الإجمالي (تعادل القوة الشرائية) بليون دولار | 15.79 مليار      | 24.03 مليار                        |
| الناتج المحلي الإجمالي الاسمي للفرد دولار أمريكي          | 50.17 ألف        | 925                                |
| الناتج المحلي الإجمالي للفرد دولار أمريكي                 | 46.55 ألف        | 2.69 ألف                           |
| مؤشر التنمية البشرية                                      | 0.899            | 0.624                              |
| رمز المكالمات الدولي                                      | +354             | +992                               |
| رمز الإنترنت                                              | .is              | .tj                                |
| المنطقة الزمنية                                           | 00، أوروبا/لندن ‏ | ت ع م+05:00                        |

## منظمات دولية مشتركة
يشترك البلدان في عضوية مجموعة من المنظمات الدولية، منها:
| علم المنظمة | اسم المنظمة                        | تاريخ انضمام آيسلندا | تاريخ انضمام طاجيكستان |
| ----------- | ---------------------------------- | -------------------- | ---------------------- |
|             | مؤسسة التنمية الدولية              | 19 مايو 1961         | 4 يونيو 1993           |
|             | منظمة الأمن والتعاون في أوروبا     | 25 يونيو 1973        | 30 يناير 1992          |
|             | مؤسسة التمويل الدولية              | 20 يوليو 1956        | 2 ديسمبر 1994          |
|             | منظمة حظر الأسلحة الكيميائية       | ?                    | ?                      |
|             | الأمم المتحدة                      | 19 نوفمبر 1946       | 2 مارس 1992            |
|             | الاتحاد الدولي للاتصالات           | 1 أكتوبر 1906        | 28 أبريل 1994          |
|             | منظمة الشرطة الجنائية الدولية      | ?                    | ?                      |
|             | البنك الدولي للإنشاء والتعمير      | 27 ديسمبر 1945       | 4 يونيو 1993           |
|             | الاتحاد البريدي العالمي            | ?                    | ?                      |
|             | وكالة ضمان الاستثمار متعدد الأطراف | 25 سبتمبر 1998       | 9 ديسمبر 2002          |
|             | يونسكو                             | 8 يونيو 1964         | 6 أبريل 1993           |
|             | الفريق المعني برصد الأرض           | ?                    | ?                      |

## وصلات خارجية
- موقع وزارة الخارجية الآيسلندية